# Golden Globe 2003
La 60ª edizione della cerimonia di premiazione di Golden Globe si è tenuta il 19 gennaio 2003 al Beverly Hilton Hotel di Beverly Hills, California.
A.J. Lamas e Dominik García-Lorido sono stati i Golden Globe Ambassador dell'edizione.

## Premi per il cinema
Vengono di seguito indicati in grassetto i vincitori. Ove ricorrente e disponibile, viene indicato il titolo in lingua italiana e quello in lingua originale tra parentesi.

### Miglior film drammatico
- The Hours, regia di Stephen Daldry
- A proposito di Schmidt (About Schmidt), regia di Alexander Payne
- Gangs of New York, regia di Martin Scorsese
- Il Signore degli Anelli - Le due torri (The Lord of the Rings: The Two Towers), regia di Peter Jackson
- Il pianista (The Pianist), regia di Roman Polański

### Miglior film commedia o musicale
- Chicago, regia di Rob Marshall
- About a Boy - Un ragazzo (About a Boy), regia di Chris Weitz e Paul Weitz
- Il ladro di orchidee (Adaptation.), regia di Spike Jonze
- Il mio grosso grasso matrimonio greco (My Big Fat Greek Wedding), regia di Joel Zwick
- Nicholas Nickleby (Nicholas Nickleby), regia di Douglas McGrath

### Miglior regista
- Martin Scorsese - Gangs of New York (Gangs of New York)
- Alexander Payne - A proposito di Schmidt (About Schmidt)
- Rob Marshall - Chicago
- Stephen Daldry - The Hours
- Spike Jonze - Il ladro di orchidee (Adaptation.)
- Peter Jackson - Il Signore degli Anelli - Le due torri (The Lord of the Rings: The Two Towers)

### Miglior attore in un film drammatico
- Jack Nicholson - A proposito di Schmidt (About Schmidt)
- Leonardo DiCaprio - Prova a prendermi (Catch Me If You Can)
- Daniel Day-Lewis - Gangs of New York (Gangs of New York)
- Adrien Brody - Il pianista (The Pianist)
- Michael Caine - The Quiet American (The Quiet American)

### Migliore attrice in un film drammatico
- Nicole Kidman - The Hours
- Salma Hayek - Frida
- Julianne Moore - Lontano dal paradiso (Far from Heaven)
- Meryl Streep - The Hours
- Diane Lane - L'amore infedele - Unfaithful (Unfaithful)

### Miglior attore in un film commedia o musicale
- Richard Gere - Chicago
- Hugh Grant - About a Boy - Un ragazzo (About a Boy)
- Nicolas Cage - Il ladro di orchidee (Adaptation.)
- Kieran Culkin - Igby (Igby Goes Down)
- Adam Sandler - Ubriaco d'amore (Punch-Drunk Love)

### Migliore attrice in un film commedia o musicale
- Renée Zellweger - Chicago
- Goldie Hawn - Due amiche esplosive (The Banger Sisters)
- Catherine Zeta-Jones - Chicago
- Nia Vardalos - Il mio grosso grasso matrimonio greco (My Big Fat Greek Wedding)
- Maggie Gyllenhaal - Secretary

### Miglior attore non protagonista
- Chris Cooper - Il ladro di orchidee (Adaptation.)
- John C. Reilly - Chicago
- Dennis Quaid - Lontano dal paradiso (Far from Heaven)
- Ed Harris - The Hours
- Paul Newman - Era mio padre (Road to Perdition)

### Migliore attrice non protagonista
- Meryl Streep - Il ladro di orchidee (Adaptation.)
- Kathy Bates - A proposito di Schmidt (About Schmidt)
- Queen Latifah - Chicago
- Cameron Diaz - Gangs of New York
- Susan Sarandon - Igby (Igby Goes Down)

### Migliore sceneggiatura
- Alexander Payne e Jim Taylor - A proposito di Schmidt (About Schmidt)
- Charlie Kaufman e Donald Kaufman[1] - Il ladro di orchidee (Adaptation.)
- Bill Condon - Chicago
- Todd Haynes - Lontano dal paradiso (Far from Heaven)
- David Hare - The Hours

### Migliore colonna sonora originale
- Elliot Goldenthal - Frida
- Terence Blanchard - La 25ª ora (25th Hour)
- Elmer Bernstein - Lontano dal paradiso (Far from Heaven)
- Philip Glass - The Hours
- Peter Gabriel - La generazione rubata (Rabbit-Proof Fence)

### Migliore canzone originale
- The Hands That Built America, musica e testo degli U2 - Gangs of New York (Gangs of New York)
- Lose Yourself, musica di Eminem, Jeff Bass e Luis Resto, testo di Eminem - 8 Mile (8 Mile)
- Die Another Day, musica di Madonna e Mirwais Ahmadzaï, testo di Madonna - Agente 007 - La morte può attendere (Die Another Day)
- Here I Am, musica di Hans Zimmer e Bryan Adams, testo di Gretchen Peters - Spirit - Cavallo selvaggio (Spirit: Stallion of the Cimarron)
- Father and Daughter, musica e testo di Paul Simon - La famiglia della giungla (The Wild Thornberry Movie)

### Miglior film straniero
- Parla con lei (Hable con ella), regia di Pedro Almodóvar (Spagna)
- City of God (Cidade de Deus), regia di Fernando Meirelles (Brasile)
- Il crimine di padre Amaro (El Crimen del padre Amaro), regia di Carlos Carrera (Messico)
- Nowhere in Africa (Nirgendwo in Afrika), regia di Caroline Link (Germania)
- Balzac e la piccola sarta cinese (Xiao cai feng), regia di Dai Sijie (Francia/Cina)
- Hero (Ying xiong), regia di Zhang Yimou (Cina)

## Premi per la televisione
Vengono di seguito indicati in grassetto i vincitori. Ove ricorrente e disponibile, viene indicato il titolo in lingua italiana e quello in lingua originale tra parentesi.

### Miglior serie drammatica
- The Shield
- 24
- Six Feet Under
- I Soprano (The Sopranos)
- West Wing - Tutti gli uomini del Presidente (The West Wing)

### Miglior serie commedia o musicale
- Curb Your Enthusiasm
- Friends
- Sex and the City
- I Simpson (The Simpsons)
- Will & Grace

### Miglior mini-serie o film per la televisione
- Guerra imminente (The Gathering Storm), regia di Richard Loncraine
- Taken, regia di Leslie Bohem
- Live from Baghdad (Live from Baghdad), regia di Mick Jackson
- Path to War - L'altro Vietnam (Path to War), regia di John Frankenheimer
- Shackleton, regia di Charles Sturridge

### Miglior attore in una serie drammatica
- Michael Chiklis - The Shield
- Kiefer Sutherland - 24
- Peter Krause - Six Feet Under
- James Gandolfini - I Soprano (The Sopranos)
- Martin Sheen - West Wing - Tutti gli uomini del Presidente (The West Wing)

### Miglior attore in una serie commedia o musicale
- Tony Shalhoub - Monk
- Bernie Mac - The Bernie Mac Show (The Bernie Mac Show)
- Larry David - Curb Your Enthusiasm (Curb Your Enthusiasm)
- Matt LeBlanc - Friends
- Eric McCormack - Will & Grace

### Miglior attore in una mini-serie o film per la televisione
- Albert Finney - Guerra imminente (The Gathering Storm)
- William H. Macy - Il venditore dell'anno (Door to Door)
- Michael Keaton - Live from Baghdad (Live from Baghdad)
- Michael Gambon - Path to War - L'altro Vietnam (Path to War)
- Linus Roache - RFK

### Miglior attrice in una serie drammatica
- Edie Falco - I Soprano (The Sopranos)
- Jennifer Garner - Alias
- Marg Helgenberger - CSI: Scena del crimine (CSI: Crime Scene Investigation)
- Rachel Griffiths - Six Feet Under
- Allison Janney - West Wing - Tutti gli uomini del Presidente (The West Wing)

### Miglior attrice in una serie commedia o musicale
- Jennifer Aniston - Friends
- Bonnie Hunt - Life With Bonnie (Life With Bonnie)
- Jane Kaczmarek - Malcolm (Malcolm in the Middle)
- Sarah Jessica Parker, Sex and the City
- Debra Messing, Will & Grace

### Miglior attrice in una mini-serie o film per la televisione
- Uma Thurman - Gli occhi della vita (Hysterical Blindness)
- Helen Mirren, Il venditore dell'anno (Door to Door)
- Vanessa Redgrave, Guerra imminente (The Gathering Storm)
- Shirley MacLaine, La battaglia di Mary Kay (Hell on Heels: The Battle of Mary Kay)
- Helena Bonham Carter, Live from Baghdad (Live from Baghdad)

### Miglior attore non protagonista in una serie
- Donald Sutherland - Path to War - L'altro Vietnam (Path to War)
- Dennis Haysbert - 24
- Bryan Cranston - Malcolm (Malcolm in the Middle)
- Michael Imperioli - I Soprano (The Sopranos)
- John Spencer - West Wing - Tutti gli uomini del Presidente (The West Wing)
- Bradley Whitford - West Wing - Tutti gli uomini del Presidente (The West Wing)
- Sean Hayes, Will & Grace
- Jim Broadbent, Guerra imminente (The Gathering Storm)
- Alec Baldwin - Path to War - L'altro Vietnam (Path to War)

### Miglior attrice non protagonista in una serie
- Kim Cattrall, Sex and the City
- Cynthia Nixon, Sex and the City
- Megan Mullally, Will & Grace
- Parker Posey, La battaglia di Mary Kay (Hell on Heels: The Battle of Mary Kay)
- Gena Rowlands - Gli occhi della vita (Hysterical Blindness)

## Premi onorari
- Golden Globe alla carriera: Gene Hackman